# Bdelyrus apaporisae
Bdelyrus apaporisae (лат.) — вид пластинчатоусых жуков рода Bdelyrus из подсемейства скарабеины (Scarabaeinae). Неотропика: Колумбия (Rio Apaporis, отсюда название таксона). 

## Описание
Длина тела от 7,81 мм до 8,96 мм, ширина до 4,48 мм. Пигидиум короткий с мелкими округлыми ямками. Задние бёдра узкие. Клипеус слабо окаймлённый, выступающий вперёд. Межглазничное расстояние равно 6,6 диаметрам глаз; клипеус, лоб и щёки грубо пунктированные. Основная окраска тела коричневато-чёрная, блестящая. Навозный жук, населяет вечнозелёные тропические леса Амазонии. Встречается в ноябре-декабре. Усики с 3-члениковой булавой. Задние голени с одной вершинной шпорой. Вид был впервые описан в 1998 году канадским энтомологом Джойсом Куком (Joyce Cook, North Augusta, Онтарио, Канада) по материалам, собранным в Колумбии.